# Her Debt of Honor
Her Debt of Honor è un film muto del 1916 prodotto, diretto e interpretato da William Nigh. Fu l'ultimo film della breve carriera cinematografica di Valli Valli, una nota attrice teatrale delle scene musicali inglesi e americane.

## Trama
Marian Delmar, rimasta orfana, riceve ogni mese un assegno da Varcoe, un amico di suo padre e architetto come lui. Quando però anche Varcoe muore, Marian decide di pareggiare il debito, occupandosi di Olin, il figlio scioperato di Varcoe, gravemente ammalato a causa dei suoi stravizi. Mentre sta nella casa di Olin, nella sua tenuta sul fiume San Lorenzo, Marian scopre alcuni documenti che le fanno capire che il vero artefice delle idee e dei progetti di Varcoe era stato suo padre e che il denaro che l'architetto le inviava era una sorta di compenso per tacitare la sua coscienza.
Olin seduce una ragazza indiana che lavora in casa e Marian viene a sapere che tutti gli indiani che vivono vicino alla tenuta fanno parte di una stessa tribù e che lo stesso Olin è figlio di una di loro. Sapendo di non aver molto da vivere, Olin organizza un'ultima festa selvaggia durante la quale tenta di violentare Marian. Interviene a salvarla l'arrivo di John Harfield, il fidanzato della ragazza che ferisce l'aggressore. Questi si rifugia in una delle capanne, ma viene finito dal padre dell'indiana sedotta. Olin muore tra le braccia del nonno indiano mentre Marian è libera di tornare con John.

## Produzione
Il film fu prodotto dalla Columbia Pictures Corporation.

## Distribuzione
Distribuito dalla Metro Pictures Corporation, uscì nelle sale cinematografiche statunitensi il 24 gennaio 1916. Il film passò anche sotto il nome The Debt of Honor, mentre venne messo sotto copyright con il titolo A Debt of Honor.

### Critica
Variety scrisse che "la morale del film sembra essere che se un uomo bianco ha una relazione con una donna indiana, la loro unione potrebbe produrre dei degenerati".